# The Family Jewels
The Family Jewels es el primer álbum de estudio de la cantautora británica Marina Diamandis, publicado bajo su entonces nombre artístico, Marina and the Diamonds. El álbum fue lanzado por primera vez en Irlanda el 15 de febrero de 2010 por 679 y Atlantic Records. Diamandis escribió junto a Ash Howes, Pascal Grabiel, entre otros, todas las canciones del álbum; lo que resultó como un trabajo indie pop y new wave «inspirado en gran parte por la seducción del comercialismo, los valores sociales modernos, la familia y la sexualidad femenina».
De acuerdo con Metacritic acumuló un total de 68 puntos sobre 100 sobre la base de veintiún reseñas profesionales que recibió; mientras que en AnyDecentMusic? consiguió una puntuación promedio de 6.8 sobre 10 basada en catorce reseñas. Los críticos mostraron su agrado por la «genuinidad de Diamandis», y alabaron pistas como «I Am Not a Robot» y «Hermit the Frog», mientras que mostraron su desagrado por otras como «Shampain». Comercialmente, The Family Jewels contó con una recepción media en la mayor parte del mundo. Alcanzó los veinte primeros en siete países como los Estados Unidos, Austria, y Grecia, mientras que se ubicó en diversos lugares en otros cuatro. Para 2012, el disco vendió 300 000 copias solo en los Estados Unidos. Además, recibió discos de oro en el Reino Unido e Irlanda.
Con el objetivo de promover el disco, Diamandis publicó seis sencillos: «Obsessions», «Mowgli's Road», «Hollywood», «I Am Not a Robot», «Oh No!» y «Shampain», que generalmente contaron con una recepción comercial baja. También dio inicio a su primera gira musical homónima, que recorrió Europa, Norteamérica y Oceanía entre el 2010 y el 2011.

## Antecedentes y publicación
Diamandis comenzó a escribir y producir sus primeros demos alrededor del año 2007, con la aplicación GarageBand, para posteriormente publicar su primer EP Mermaid vs. Sailor independientemente en Myspace. Tras esto, logró captar la atención de los sellos discográficos Neon Gold Records y 679 Artist, quienes la hicieron firmar un contrato de publicación el año siguiente con 679 y Atlantic. En 2007 y 2009, publicó los extended play Mermaid Vs Sailor y The Crown Jewels EP, respectivamente, que incluían «Hermit the Frog», «I Am Not a Robot» y «Seventeen», que posteriormente serían incluidos en The Family Jewels.
Diamandis explicó que el álbum es una «obra inspirada en gran parte por la seducción del comercialismo, los valores sociales modernos, la familia y la sexualidad femenina», continúa, «cada canción fue producida y escrita por mí misma, y mi única esperanza es que pueda ser disfrutado y consumido como una historia y teoría que anima a la gente a cuestionar». También opinó que «probablemente tengo un poco de sonido diferente porque yo realmente no sé lo que estoy haciendo», «creo que es un álbum muy variado, estilísticamente hablando, porque soy una escritora tan flexible. Así que hay un montón de pop en él. Es básicamente un álbum sobre lo que no debe ser». Entre febrero y mayo del 2010, The Family Jewels comenzó a ser distribuido por 679, Warner, Atlantic y Chop Shop alrededor del mundo iniciando en Irlanda, y finalizando con Estados Unidos. Posteriormente el 25 de junio, se publicó un vinilo del álbum de forma exclusiva en este último territorio.

## Recepción

### Comentarios de la crítica
The Family Jewels recibió generalmente buenas críticas. De acuerdo con Metacritic acumuló un total de 68 puntos sobre 100 sobre la base de veintiún reseñas profesionales que recibió; mientras que en AnyDecentMusic? consiguió una puntuación promedio de 6.8 sobre 10 basada en catorce reseñas. Hugh Montgomery de Q le otorgó cuatro estrellas de cinco y señaló que el álbum presenta una gama de diferentes estilos, saltando del «glam-discoteca ("Shampain") y el punk-bubblegum ("Girls") a los temblorosos lamentos de piano ("Obsessions") y cancioncillas de cabaré ("Hermit the Frog")». Por su parte, Andy Gill de The Independent dio al álbum una crítica negativa diciendo que «demuestra el funcionamiento inevitable de la entropía en la metodología del pop» y describió «Shampain» y «Hermit the Frog» como «casi tan molesto como los juegos de palabras en los títulos, con náuseas, haciendo cabriolas de piano y sintetizador, que trabajaban lejos metódicamente [...] mientras ella busca sin éxito rutas líricas que valgan la pena». Lucas O'Neil de The Phoenix le otorgó cuatro estrellas de cinco, y comparó a «I Am Not a Robot» y «Hollywood», con el estilo de las cantantes Regina Spektor, Katy Perry y Kate Nash. Lou Thomas de BBC Online dio una crítica positiva del disco, escribió que:

«En términos pop Marina Diamandis es bastante inusual. No por la falta de rareza genuina y la invención sin miedo de Micachu, o la habilidad para componer canciones de Florence Welch. No. Ella es extraña porque ella parece haber basado toda su forma de cantar en los ritmos impares y bandazos demenciales de Sparks. En pequeñas dosis Marina puede ser magnífica. Su primer gran trabajo sola, "Mowgli's Road", incluye dementes letras sobre cuchillería, los latidos y el ritmo de "Hitchin' a Ride" de Green Day, y los paisajes sonoros barrocos y ruidos de animales salvajes de Tori Amos. "Guilty" es igual de interesante: ráfagas de clavecín, bucle de fondo, adornos vocales y quizás [sea la] mejor interpretación vocal de Marina en el álbum. Los cambios y desvíos en el estilo constantemente en todo el álbum están bien el wonky ochentero de "The Outsider" es nada como cualquier otra cosa aquí, por ejemplo. A juzgar por la auspiciosa recepción crítica y comercial de "Hollywood", habrá muchos que encuentren su gusto por Marina y su voz whacky; pero habrá otros tantos que la desprecien».

Leonie Cooper de NME valoró el trabajo con nueve puntos sobre diez y lo llamó «un disco con una doble personalidad distinta», y agregó que «el álbum se abre con una serie de acrobacias vocales, como Marina trabaja su manera dramática a través de un genio, el alza de ópera pop que da el histrionismo lujoso de Cyndi Lauper. Monta la misma nueva ola de pop y líricamente sirve como la primera inmersión en sombras psique de Marina, con líneas incongruentes». Adicionalmente, la revista incluyó a The Family Jewels en el trigésimo tercer puesto de su lista de los «75 mejores álbumes de 2010». Gareth James de la revista Clash puntuó al álbum con seis de diez y alabó a las «excelentes pistas pop infeccioso» de «I Am Not a Robot», «Numb» y «Are You Satisfied?», mientras que demostró su desagrado por «Shampain» y «Hermit the Frog» a las cuales describió como «forzadas». Luego de calificarlo con tres estrellas y media de cinco, John Murphy del sitio web británico musicOMH mencionó que a medida que avanza el álbum se vuelve «un poco agotador. Hay tantos coros garra y ganchos electro que, después de un tiempo, comienzas a sentirte un poco cansado». Alexis Petridis de The Guardian le dio tres estrellas de cinco y señaló que «cuanto más te adentras tratando de convencerte de que estás escuchando una artista de vanguardia loca haciendo música pop por accidente, descubres que es un operadora astuta que sabe escribir canciones pop y luego las viste en una peluca afro multi color y gafas con ojos en los costados». Davey Boy del sitio web Sputnikmusic calificó The Family Jewels con cuatro puntos de cinco (lo que representa excelente), y aseguró que Diamandis «no pierde el tiempo en la astuta fusión de sus excentricidades poco ortodoxas con ganchos pop irresistiblemente pegadizos. A medida que el disco avanza, Marina salpica en otros géneros, aquí y allá, el pop es claramente donde brilla». Matthew Chisling del portal web Allmusic sostuvo que la cantante «hace un trabajo magistral de la navegación a través de estilos y géneros en un debut variado que atesora influencias de los discos de baile de los 80, el rock femenino de finales de los años 90, el synth pop post-milenio y soul retroceso». Continuó su reseña diciendo:

«Si quieres compararla con los contemporáneos, se podría empezar por escuchar "I Am Not a Robot" y sentir la influencia de Kate Nash, o dirigiéndose a "Oh No!" y las vibras de Kesha que adornan algunas de las más juguetonas pistas rencorosas. Envuelve estas canciones junto con una voz no muy diferente de Florence Welch y tienes un disco que está unificado por dos rasgos: innegable mordida y ganchos inolvidables. Claro, no todo The Family Jewels es necesariamente corriente suficiente para la radio o sencillos individuales; sin embargo, ni una sola pista sobre este álbum carece de un gancho que no tendría a los oyentes en un amplio abanico de edades cantando. Mucho de esto se puede acreditar a la misma Diamandis, quien escribió sola siete de las trece canciones de su álbum debut, y co-escribió las otras seis. E incluso con Liam Howe en el timón de producción de diez de las pistas, nada se siente rancio, anticuado, o perpetuado».

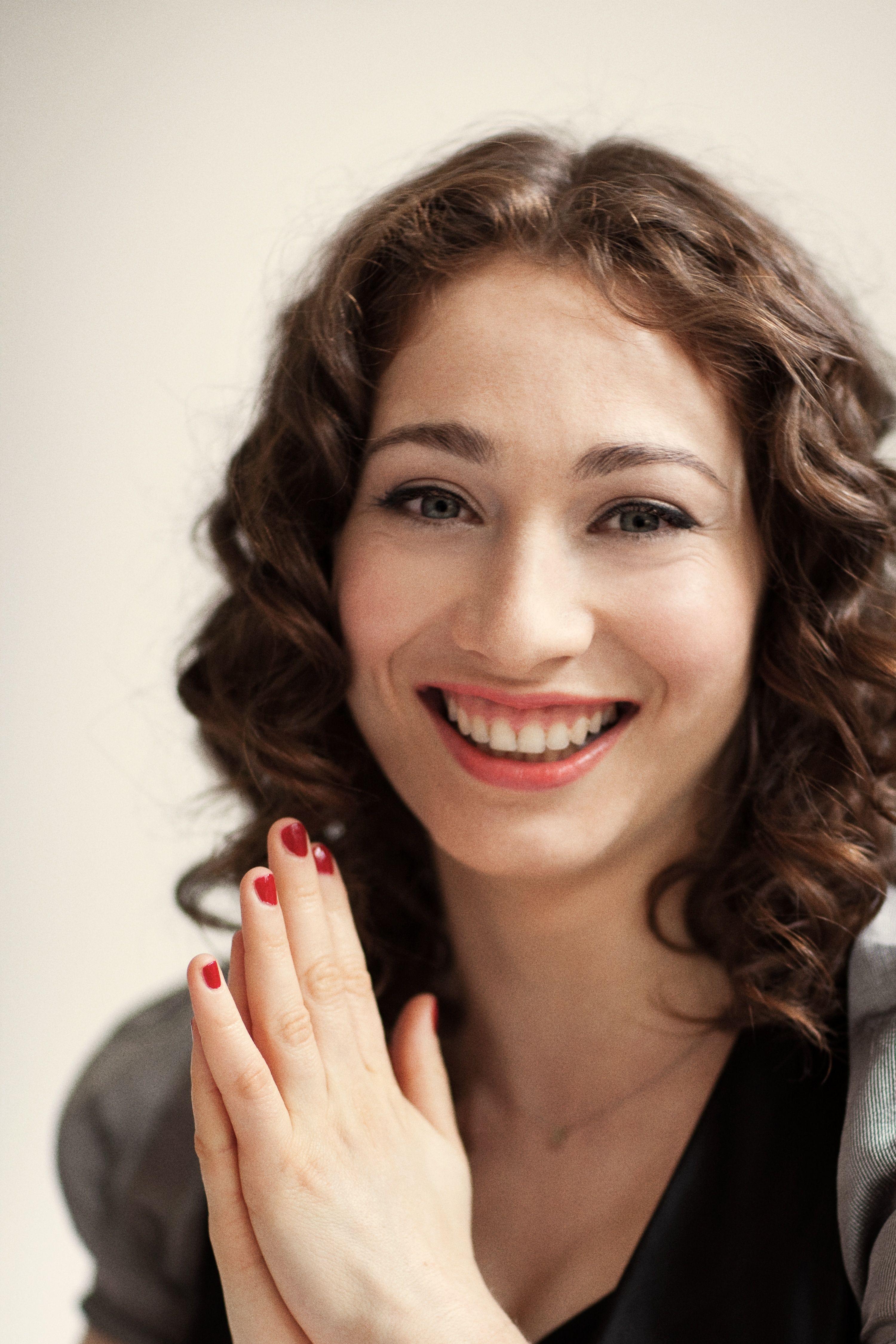
Diversos críticos compararon el álbum con el estilo de las cantante Regina Spektor (en la imagen).

Finalmente, concluyó su crítica redactando que el álbum «es un registro creativo, omnipresente y agresivo, rasgos que no hacen de este álbum una diferencia de Back to Black de Amy Winehouse o tal vez incluso de Exile in Guyville de Liz Phair». Jon Caramanica de The New York Times destacó que «cada canción del álbum, es una queja de lengua afilada, entregado en un piano y voz picada. Tomado en un gran bulto, sin embargo, es difícil de descubrir donde la sabiduría sobrenatural se detiene y comienza la fantasía paranoica. El sonido es cabaré new wave, brillante pero distante». Barry Walters de la revista Spin indicó que Marina «no canta sobre el amor ni sobre el sexo. Sin importarle siquiera los amigos, está más chiflada por la fama que Lady Gaga», aseguró que «se representa a sí misma como el Mowgli de su propio Libro de la selva de Hollywood». Walter cerro su reseña diciendo que «el brillo del disco refleja su fascinación con lo convencional y las excentricidades de nueva ola denota su distanciamiento de ello» y dándole siete puntos sobre diez. Tras otorgarle cuatro estrellas de cinco, Neil McCormick de The Daily Telegraph alabó la voz de Diamandis, alegando que «no hay nada procesado o mecánico sobre Marina, su voz distintiva en zigzag y entrega staccato, no se han homogeneizado por el Auto-Tune, su obra musical tiene un alcance de pantalla ancha, un toque excéntrico y sacudidas new wave que recurren poco a las tendencias contemporáneas del pop digital», agregó que es «un poco más difícil de averiguar quién o qué Marina realmente es, y dónde podría encajar». Finalmente, recomendó descargar «Obsessions». En su revisión de seis estrellas sobre diez, Joe Copplestone de PopMatters señaló que «la música [de Marina] no acaba de vivir hasta el bombo que se acumula sobre sí misma. Grandes canciones son a veces la decepción por arreglos previsibles», y que «canciones de discoteca» como «Shampain», «Mowgli's Road» y «Hollywood», muestran «la capacidad de composición espectacular que posee Marina». Antes de finalizar, el columnista dio una última reseña del trabajo en general:

«The Family Jewels es un álbum positivamente bipolar, lleno de máxima seguridad de sí mismo y chulería flagrante seguido de los mínimo modesto; pero Marina parece celebrar cada extremo con la misma inexpresividad afectada. Un intrigante álbum de escuchar sin duda, nadie suena absolutamente como Marina por el momento. Aunque no es definitivamente el color musical aquí, la entrega y la actitud vocal de Marina tiene una tendencia a eclipsar la música, que a menudo es melódicamente inventiva, pero rara vez se les da la oportunidad de darse cuenta de esto. Una vez que es una novedad, pero si vamos a entender cuánto Marina tiene para ofrecer musicalmente, ella tiene que bajar el tono».

Por su parte, Mary Bellamy del sitio web Drowned In Sound le dio la mitad de puntos de diez y mencionó que al escuchar el álbum tienes la sensación de que todavía Marina «está luchando con la frase central de la canción 'Mowgli's Road': "Bueno, yo no sé...que quiero ser"». Continuó diciendo que musicalmente es un disco que dice «¡Sí a todo! y no está en sí mismo seguro de lo que es. ¿Quiere Marina ser un Regina Spektor británica, escribiendo hermosas melodías del piano como "Numb", o está ella apuntando a ser la respuesta del Reino Unido de Gwen Stefani, con pistas como "Oh No!" y "Girls"». En cambio, el sitio web estadounidense Boston.com comentó que «no hay mucha variedad, como resultado, a pesar de una amplia gama de ingredientes», y si bien es posible que si te gusta una canción podría significar que te gustan todas, lo mejor es centrarse en una sola pista, además opinó que «el melodioso anhelo "I Am Not a Robot" es tan bueno como cualquier otro, esta sí es humana y no simplemente una colección vacía de piezas mecánicas que aún no se ha determinado»; asimismo describió como «esencial» descargar esta. Joe Rivers de Noripcord le restó un punto a lo otorgado por Bellamy, y sostuvo generalmente una crítica negativa en donde dijo que el álbum es «un conjunto; aunque tiene sus momentos, y Diamandis es claramente un talento, es lejos de ser tan inteligente, corte y único, como ya piensa que es», también notó que «a menudo se refiere a sí misma en tercera persona en la canción, lanza en irritante afectaciones vocales e incluso puede cambiar de un acento a otro en la misma pista». Sean O'Neal de The A.V. Club lo calificó con una C (que representa prácticamente bien) y señaló que cada canción en el disco tiene un «coro synth pop pulido», y claramente se influencia de Regina Spektor, Kate Bush, Lily Allen, y Tori Amos. Bradley Stern de Muumuse describió a la entrega con los términos «descarada, audaz, con una increíble variedad de instrumentación y sonido, y un estilo muy teatral», además se refirió a este como «un capricho de Regina Spektor y una angustia de Fiona Apple». Corey de Auto Straddle señaló que la más bella canción en el álbum es «Obssesions», «una balada que frecuenta sobre una relación abusiva», además dijo que «aunque a primera vista parece ser sólo otra estrella del bubblegum pop, Marina me sorprendió y asombró al igual que mi primera experiencia al escuchar a Lady Gaga. Esto no es una mujer insulsa y superficial girando a su propia voz». Finalmente, Nick Manteris de Las Vegas Critics dijo «es un gran álbum debut y Marina es un gran artista nueva. Ella está haciendo todo a su propia forma, y creando una alternativa al pop».

### Recibimiento comercial
The Family Jewels contó con una recepción comercial media en la mayor parte del mundo. Alcanzó los veinte primeros en siete países, mientras que ubicó en diversos lugares en otros cuatro. Para 2012, el disco vendió 300 000 copias solo en los Estados Unidos. En este país, debutó en el puesto 138 de la Billboard 200 con 24 000 ejemplares. También consiguió el puesto veintidós en los Digital Albums, el dos en el Heatseekers Albums y el cuarenta y nueve en Rock Albums.
En Europa y Oceanía logró una recepción moderada. En la European Top 100 Albums consagró el vigésimo puesto, en Alemania el décimo segundo y en Francia el 132. En Grecia obtuvo la séptima casilla, mientras que en los Países Bajos la 88. En Suiza alcanzó el número 100 y en Austria el dieciocho. En el Reino Unido el disco debutó en el quinto puesto, acreditando 27 618 copias en su primera semana. Eventualmente, fue certificado con un disco de oro por la British Phonographic Industry. Para abril de 2015, vendió 195 358 en el territorio. Por su parte, en Irlanda ingresó a la novena posición y fue certificado oro por la Irish Recorded Music Association. Finalmente, en Australia llegó al número setenta y nueve.

## Promoción

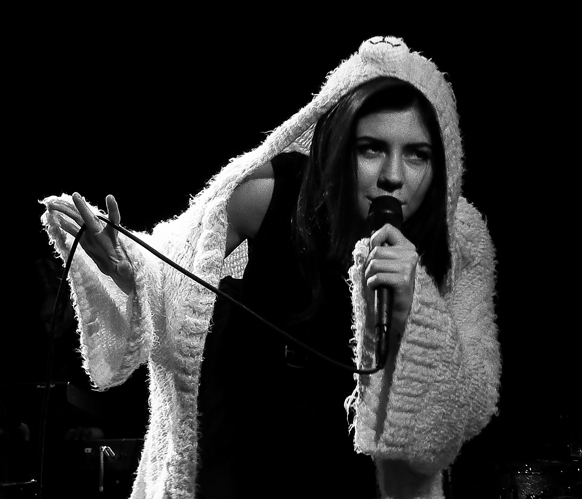
Diamandis durante el The Family Jewels Tour el 14 de marzo de 2010 en The Bellhouse, Nueva York.

Para la promoción del álbum, Diamandis se centró más en la respectiva gira hómonima, que en presentaciones individuales. Ésta inició el 26 de enero de 2010 en el Dingwalls de Londres, y culminó el 4 de diciembre del año siguiente en la Manchester Arena en Mánchester, siendo parte este último concierto del Mylo Xyloto Tour de Coldplay, donde Marina sirvió de telonera. Además de visitar el Reino Unido, la gira se hizo paso por los Estados Unidos y Canadá bajo el nombre de The Gem Tour y The Burger Queen Tour. El 26 de julio, cuatro días después del iTunes Festival donde participó Diamandis, se publicó el EP en vivo con cinco canciones grabadas durante el concierto.
Fuera de la gira también participó en el NME Radar Tour (2009), el California Dreams Tour de Katy Perry (2011) y treinta y dos fechas más del Mylo Xyloto Tour de Coldplay (2011-12). Adicionalmente, en abril de 2010, realizó una presentación exclusiva para Radio 1's Live Lounge de BBC.

### Sencillos
El 14 de febrero de 2009, Neon Gold Records publicó el primer sencillo del álbum, «Obsessions». Descrito por los críticos como un tema «emocionalmente melodramático», no consiguió ninguna posición en las listas. Situación comercial vivió también su sucesor «Mowgli's Road», lanzado el 13 de noviembre, junto con una versión de la canción «Space and the Woods» (2007) de Late of the Pier. Nick Levine de Digital Spy la consideró «pegadiza»; mientras que Anna Dobbie de Click Music la llamó «brillante» y un «arcoíris de estilos». Una versión editada de «Hollywood», se estrenó el 1 de febrero de 2010 como el tercer sencillo. Alcanzó la décima segunda posición en el Reino Unido, marcando su primera entrada a la UK Singles Chart. Para Sarah-Louise James del tabloide británico Daily Star, la canción «es una oda al estilo de los años 1980».
«I Am Not a Robot» sirvió como el cuarto corte, y se estrenó el 26 de abril. Originalmente se incluyó en The Crown Jewels EP, sin embargo Diamandis decidió volver a publicarla, ya que «la gente parece relacionarse y sentir empatía con la canción, independientemente de su sexo o edad». Comercialmente logró el número veintiséis en el Reino Unido y el seis en Noruega. Mayer Nissim la describió como una «declaración deliciosamente desafiante de la vulnerabilidad». El 2 de agosto y 11 de octubre se lanzaron «Oh No!» y «Shampain», el quinto y último sencillo, respectivamente. Comercialmente solo el primero de estos llegó al treinta y ocho en el Reino Unido.

## Lista de canciones
| The Family Jewels — Edición estándar |                                          |                                   |                                                 |          |  |
| N.º                                  | Título                                   | Escritor(es)                      | Productor(es)                                   | Duración |  |
| 1.                                   | «Are You Satisfied?»                     | Marina Diamandis                  | Liam Howe · Richard "Biff" Stannard · Ash Howes | 3:21     |  |
| 2.                                   | «Shampain»                               | Diamandis · Howe · Pascal Gabriel | Gabriel · Howe · Stannard                       | 3:11     |  |
| 3.                                   | «I Am Not a Robot»                       | Diamandis                         | Howe                                            | 3:35     |  |
| 4.                                   | «Girls»                                  | Diamandis · Howe · Gabriel        | Gabriel · Howe                                  | 3:28     |  |
| 5.                                   | «Mowgli's Road»                          | Diamandis · Howe                  | Howe                                            | 3:12     |  |
| 6.                                   | «Obsessions»                             | Diamandis                         | Howe                                            | 3:38     |  |
| 7.                                   | «Hollywood» (versión original del álbum) | Diamandis                         | Stannard · Howes · Starsmith                    | 3:50     |  |
| 8.                                   | «The Outsider»                           | Diamandis                         | Howe · Diamandis                                | 3:17     |  |
| 9.                                   | «Hermit the Frog»                        | Diamandis                         | Howe · Diamandis                                | 3:35     |  |
| 10.                                  | «Oh No!»                                 | Diamandis · Greg Kurstin          | Kurstin                                         | 3:02     |  |
| 11.                                  | «Rootless»                               | Diamandis · Howe · Gabriel        | Gabriel · Howe                                  | 3:28     |  |
| 12.                                  | «Numb»                                   | Diamandis                         | Howe                                            | 4:16     |  |
| 13.                                  | «Guilty»                                 | Diamandis · Stannard · Howes      | Stannard · Howes                                | 3:40     |  |
| 38:48                                |                                          |                                   |                                                 |          |  |

| The Family Jewels — Edición de iTunes |                     |              |               |          |  |
| N.º                                   | Título              | Escritor(es) | Productor(es) | Duración |  |
| 14.                                   | «The Family Jewels» | Diamandis    | Diamandis     | 4:05     |  |
| 42:53                                 |                     |              |               |          |  |

| The Family Jewels — Pistas adicionales |                                 |              |               |          |  |
| N.º                                    | Título                          | Escritor(es) | Productor(es) | Duración |  |
| 15.                                    | «Seventeen»                     | Diamandis    | Howe          | 3:05     |  |
| 16.                                    | «Mowgli's Road» (vídeo musical) |              |               | 3:02     |  |
| 17.                                    | «Hollywood» (vídeo musical)     |              |               | 3:25     |  |
| 52:25                                  |                                 |              |               |          |  |

| The Family Jewels — Edición estándar |                                   |                                   |                                                 |          |  |
| N.º                                  | Título                            | Escritor(es)                      | Productor(es)                                   | Duración |  |
| 1.                                   | «Are You Satisfied?»              | Diamandis                         | Liam Howe · Richard "Biff" Stannard · Ash Howes | 3:21     |  |
| 2.                                   | «Shampain»                        | Diamandis · Howe · Pascal Gabriel | Gabriel · Howe · Stannard                       | 3:11     |  |
| 3.                                   | «I Am Not a Robot»                | Diamandis                         | Howe                                            | 3:35     |  |
| 4.                                   | «Girls»                           | Diamandis · Howe · Gabriel        | Gabriel · Howe                                  | 3:28     |  |
| 5.                                   | «Mowgli's Road»                   | Diamandis · Howe                  | Howe                                            | 3:12     |  |
| 6.                                   | «Obsessions»                      | Diamandis                         | Howe                                            | 3:38     |  |
| 7.                                   | «Hollywood» (versión de sencillo) | Diamandis                         | Stannard · Howes · Starsmith                    | 3:24     |  |
| 8.                                   | «The Outsider»                    | Diamandis                         | Howe · Diamandis                                | 3:17     |  |
| 9.                                   | «Guilty»                          | Diamandis · Stannard · Howes      | Stannard · Howes                                | 3:40     |  |
| 10.                                  | «Hermit the Frog»                 | Diamandis                         | Howe · Diamandis                                | 3:35     |  |
| 11.                                  | «Oh No!»                          | Diamandis · Greg Kurstin          | Kurstin                                         | 3:02     |  |
| 12.                                  | «Seventeen»                       | Diamandis                         | Howe                                            | 3:05     |  |
| 13.                                  | «Numb»                            | Diamandis                         | Howe                                            | 4:16     |  |
| 41:57                                |                                   |                                   |                                                 |          |  |

| The Family Jewels — Edición de lujo/edición de iTunes |                                                        |                            |                |          |  |
| N.º                                                   | Título                                                 | Escritor(es)               | Productor(es)  | Duración |  |
| 14.                                                   | «Rootless»                                             | Diamandis · Howe · Gabriel | Gabriel · Howe | 3:28     |  |
| 15.                                                   | «I Am Not a Robot» (Flex'd Rework) (Passion Pit Remix) | Diamandis                  | Howe           | 3:35     |  |
| 16.                                                   | «Obsessions» (Ocelot Remix)                            | Diamandis                  | Howe           | 3:38     |  |
| 17.                                                   | «I Am Not a Robot» (Starsmith 24 Carat Remix)          | Diamandis                  | Howe           | 3:35     |  |
| 18.                                                   | «Hollywood» (vídeo musical)                            |                            |                | 3:25     |  |
| 1:05:21                                               |                                                        |                            |                |          |  |

## Posicionamiento en las listas

### Semanales
| América        |                            |     |
| Estados Unidos | Billboard 200              | 138 |
| Estados Unidos | Digital Albums             | 22  |
| Estados Unidos | Heatseekers Albums         | 2   |
| Estados Unidos | Rock Albums                | 49  |
| Europa         |                            |     |
| Alemania       | Germany Albums             | 12  |
| Austria        | Ö3 Austria Top 40          | 18  |
| Europa         | European Top 100 Albums    | 20  |
| Grecia         | Greece Top-50 Albums Chart | 7   |
| Francia        | French Albums Chart        | 132 |
| Irlanda        | Irish Albums Chart         | 9   |
| Países Bajos   | Dutch Albums Top 100       | 88  |
| Reino Unido    | UK Albums Chart            | 5   |
| Suiza          | Swiss Albums Chart         | 100 |
| Oceanía        |                            |     |
| Australia      | Australian Top 100 Albums  | 79  |

### Certificaciones
| País                                     | Organismo certificador                   | Certificación                            | Ventas certificadas | Simbolización | Ref.       |
| ---------------------------------------- | ---------------------------------------- | ---------------------------------------- | ------------------- | ------------- | ---------- |
| Irlanda                                  | IRMA                                     | Oro                                      | 7 500               | ●             | [ 12 ]     |
| Reino Unido                              | BPI                                      | Oro                                      | 100 000             | ●             | [ 11 ]     |
| Total de ventas certificadas en 2 países | Total de ventas certificadas en 2 países | Total de ventas certificadas en 2 países | 107 500             | 2●            | [ nota 3 ] |

## Historial de lanzamientos
| País           | Fecha                 | Formato               | Discográfica                 | Ref.   |
| -------------- | --------------------- | --------------------- | ---------------------------- | ------ |
| Irlanda        | 15 de febrero de 2010 | CD y descarga digital | 679 y Atlantic Records       | [ 1 ]  |
| Reino Unido    | 22 de febrero de 2010 | CD y descarga digital | 679 y Atlantic Records       | [ 81 ] |
| Australia      | 26 de febrero de 2010 | CD y descarga digital | Warner Music Group           | [ 82 ] |
| Francia        | 1 de marzo de 2010    | CD y descarga digital | Warner Music Group           | [ 83 ] |
| Países Bajos   | 19 de marzo de 2010   | CD y descarga digital | Warner Music Group           | [ 84 ] |
| Japón          | 21 de abril de 2010   | CD y descarga digital | Warner Music Group           | [ 85 ] |
| Alemania       | 14 de mayo de 2010    | CD y descarga digital | Warner Music Group           | [ 86 ] |
| Canadá         | 25 de mayo de 2010    | CD y descarga digital | Warner Music Group           | [ 87 ] |
| Estados Unidos | 25 de mayo de 2010    | CD y descarga digital | Chop Shop y Atlantic Records | [ 21 ] |
| Estados Unidos | 15 de junio de 2010   | Vinilo                | Chop Shop y Atlantic Records | [ 22 ] |

## Créditos y personal
Créditos adaptados al folleto del álbum (edición internacional).
| - Marina Diamandis – vocales; piano (pistas 1–3, 6, 8, 12), glockenspiel (pista 3); mezcla (pistas 4, 11); casio VL-tone; producción (pista 8); producción adicional (pista 9); órgano (pista 12) - Chris Allan - violonchelo (pistas 1, 3) - Rebekah Allan – violín (pistas 9, 12) - Niel Catchpole – violín (pistas 7, 13) - Guy Davie – máster de grabación (pistas 1-9, 11-13) - Alison Dods – violín (pistas 1, 3, 7, 13) - Steve Durham – batería (pistas 1-3) - Pascal Gabriel – producción, programación (pistas 2, 4, 11); sintetizadores (pista 2); todos los instrumentos, ingeniería, mezcla (pistas 4, 11) - Liam Howe – producción (pistas 1–3, 5, 6, 8, 9, 11, 12); programación (pistas 1–3, 5, 6, 8, 9, 12); bajo eléctrico (pistas 1, 2, 5, 6); mellotron (pistas 1, 3, 6, 9, 12); sintetizadores (pistas 1–3, 6, 8); piano adicional, guitarra eléctrica (pista 2); mezcla, philicorda (pistas 3, 5, 6, 8, 9, 12); todos los instrumentos (pistas 4, 11); guitarra acústica, glockenspiel, cucharas, silbato (pista 5); ingeniería (pistas 5, 6, 8); arpa de boca, santoor (pista 8); bandolín, flauta dulce (pistas 9, 12) | - Ash Howes – mezcla, producción (pistas 1, 7, 13); teclado (pista 1); programación (pistas 1, 2, 7, 13); teclados adicionales (pista 2); todos los instrumentos (pistas 7, 13) - Greg Kurstin – teclados, ingeniería, guitarra, mezcla, producción, programación (pista 10) - Oli Langford – viola (pistas 7, 9, 12, 13); violín (pistas 7, 13) - Stephen Large – arreglos de cuerda (pistas 7, 13); piano (pistas 9, 12); órgano Hammond (pista 12) - Dougal Lott – asistente de ingeniería (pistas 1–3, 9, 12); Pro Tools (pista 5) - Alex Mackenzie – batería, clave (pista 5, 6); piano adicional, bandolín (pista 6) - Mat Maitland – dirección artística y portada - Calina de la Mere – violín (pistas 1, 3) - Anna Mowat – violonchelo (pistas 7, 13) - Anna Phoebe – violín (pista 9, 12) - Luke Potashnick – guitarra (pista 1) - Rankin – retratos - Raymond67 – mono mecánico (pista 5) - Rachel Robson – viola (pistas 1, 3) | - Sandyrb – mono humano (pista 5) - Lucy Shaw – contrabajo, arreglos de cuerda (pistas 1, 3, 7, 9, 12, 13) - Richard "Biff" Stannard – producción (pistas 1, 7, 13); teclados (pista 1); programación (pistas 1, 2, 7, 13); teclados adicionales, additional productionproducción adicional (pista 2); mezcla (pistas 2, 7, 13); batería (pista 7); todos los instrumentos (pistas 7, 13) - Starsmith – producción original (pista 7) - Dave Turner – máster de grabación (pista 10) - David Westlake – batería (pista 9) - Richard Wilkinson – ingeniería (pistas 1-3, 9, 12) - Chris Worsey – violonchelo (pistas 9, 12) |